# Flugplatz Neustadt/Aisch

i7
i11
i13
Der Sonderlandeplatz Neustadt/Aisch (ICAO-Code: EDQN) ist der Flugplatz der mittelfränkischen Stadt Neustadt an der Aisch. Er wird von der Flugsportgruppe Neustadt/Aisch e. V. betrieben.

## Lage
Der Flugplatz liegt etwa zwei Kilometer westlich von Neustadt auf einem deutlich exponierten Plateau. Nördlich befindet sich der Ortsteil Diebach und südlich Pulvermühle. Südlich fällt das Gelände steil zu dem Tal der Aisch hin ab, nördlich und westlich steigt es sanft zum Höhenzug des Steigerwaldes auf.

## Flugplatz und Ausstattung
Der Flugplatz ist zugelassen für Luftfahrzeuge bis 5700 kg. Der Halter des Flugplatzes ist die Flugsportgruppe Neustadt/Aisch e. V. 
Es bestehen mehrere Wirtschaftsgebäude, ein Café, ein Hangar, eine Werkstatt und es gibt eine Tankmöglichkeit.
Das Gelände wird auch von dem Fallschirmspringerclub Neustadt Aisch e. V. und weiteren Vereinen mitbenutzt.

## Geschichte
- 1928 wurde die Flugsportgruppe Neustadt/Aisch e. V. gegründet.

- 2017 nutzten Heranwachsende nächtens das Flugplatzgelände unberechtigt für Fahrübungen, bei denen sie schwer verunglückten.[1]

## Zwischenfälle
- Am 14. Juni 2013 ereignete sich ein Flugzeugabsturz, bei dem ein Flugzeugführer alleinbeteiligt ums Leben kam. Eine Beechcraft Bonanza (Luftfahrzeugkennzeichen D-EKRU) war zu einem Rundflug gestartet und stürzte nur rund einen Kilometer vom Flugplatz entfernt aus ungeklärten Gründen ab.[2][3]

## Verkehr
Eine Gemeindestraße erschließt den Flugplatz zu der unmittelbar südlich im Aischgrund verlaufenden Bundesstraße 8 hin. Der ÖPNV bedient den Flugplatz nicht.